# Национальный музей Дамаска
Национальный музей Дамаска (араб. المتحف الوطني بدمشق‎) — исторический музей в столице Сирии Дамаске. Музей находится в западной части города, между Университетом Дамаска и мечетью Теккие. К зданию музея прилегает библиотека.

## История
Начало собранию было положено в 1919 году. Существующее здание музея построено в 1936 году.

## Экспозиция
Экспонаты выставлены в 5 отделах.

### Первобытный период
Останки и скелеты каменного века.

### Древняя Сирия
Археологические находки, в том числе из древнего города Эбла. Наиболее важным из представленных здесь экспонатов является первый в мире алфавит. Среди других экспонатов — реконструированная Синагога Дура-Европос (II век).

### Византия
В зале представлены предметы греческого, римского и византийского периодов, среди которых — статуи, каменные и мраморные саркофаги, а также ювелирные изделия.

### Исламский период
Главный вход в музей представляет из себя реконструированный фасад исламского дворца. Другие фрагменты здания были также перенесены в музей. Внутреннее убранство дворца, включая рисунки, также экспонируется в музее. Декоративно-прикладное искусство представлено изделиями из стекла и металла, а также собранием монет. Документы и рукописи начиная с времен Империи Омейядов, заканчивая временами Оттоманской империи. В одном из залов воссоздан традиционный сирийский дом, сооруженный по образцу жилого здания XVIII века.

## Галерея

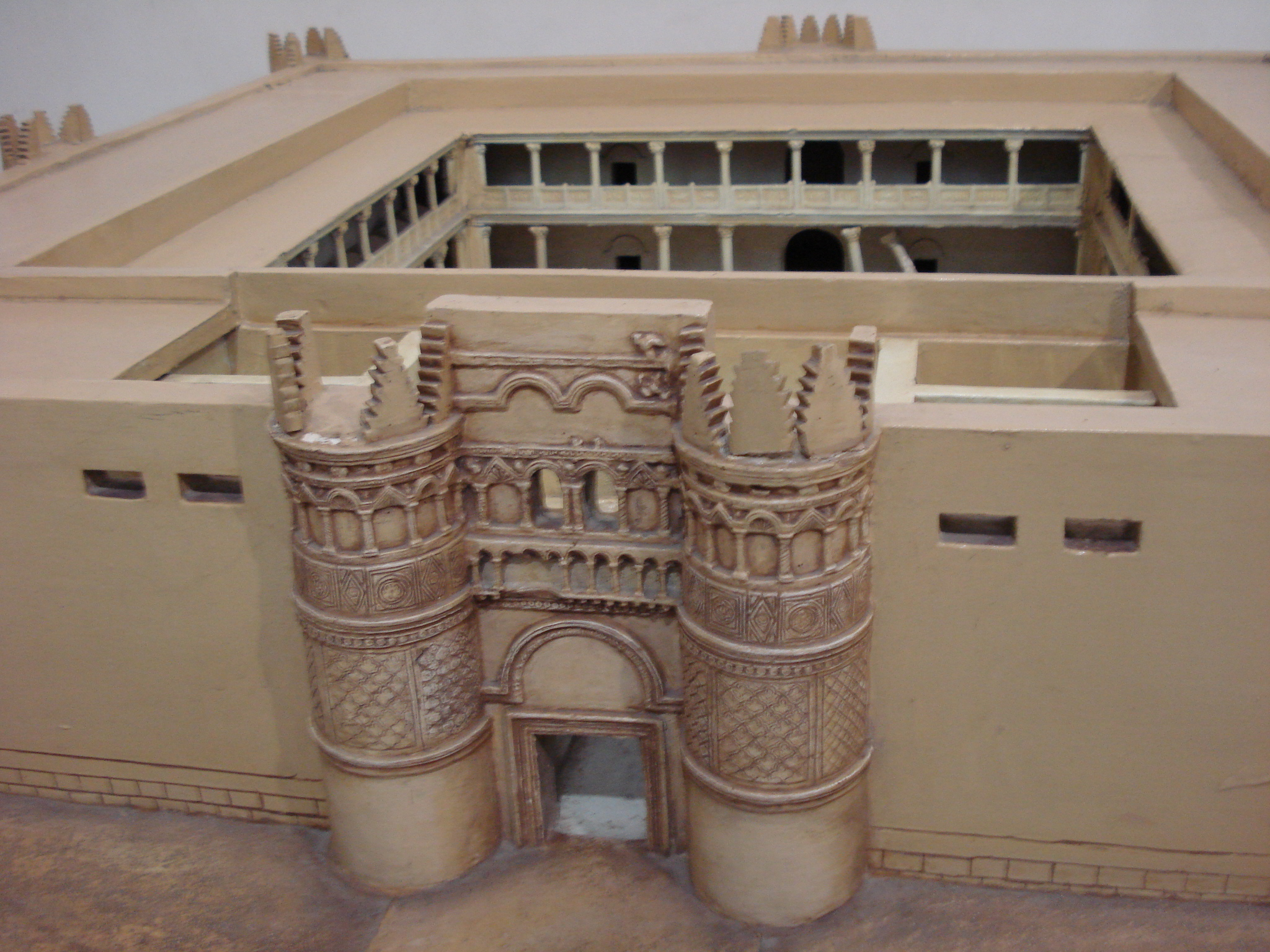
Модель замка Каср аль-Хайр аль-Гарби
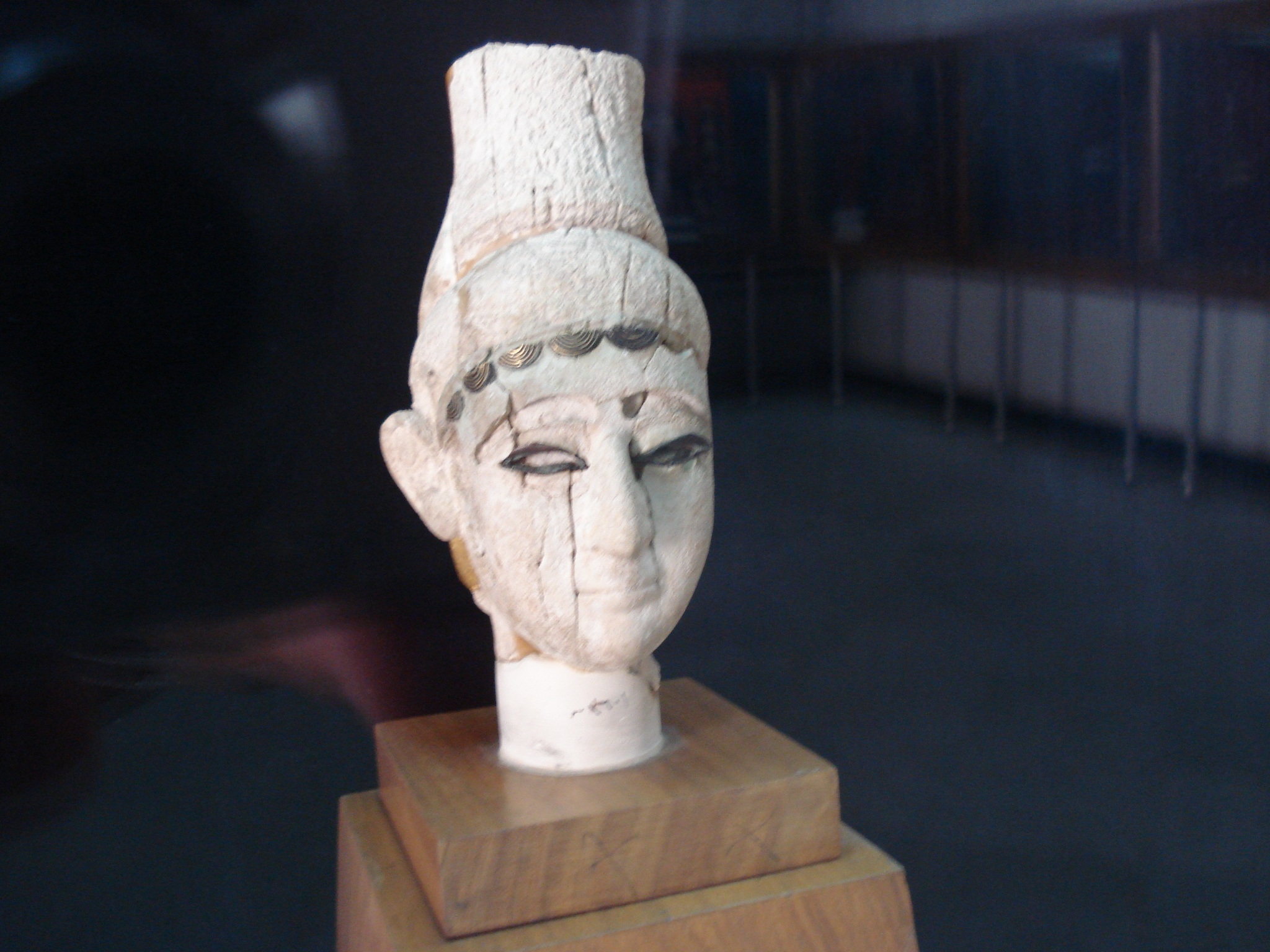
Бюст угаритского принца, найденный в Угарите
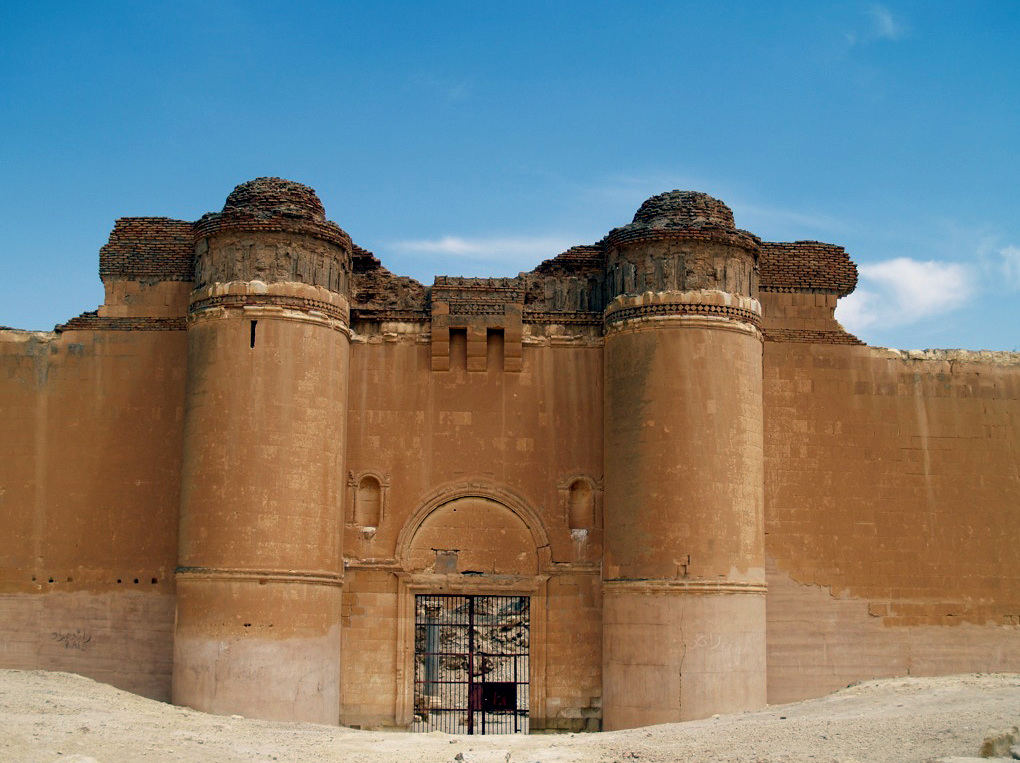
Каср аль-Хир аль-Гарби
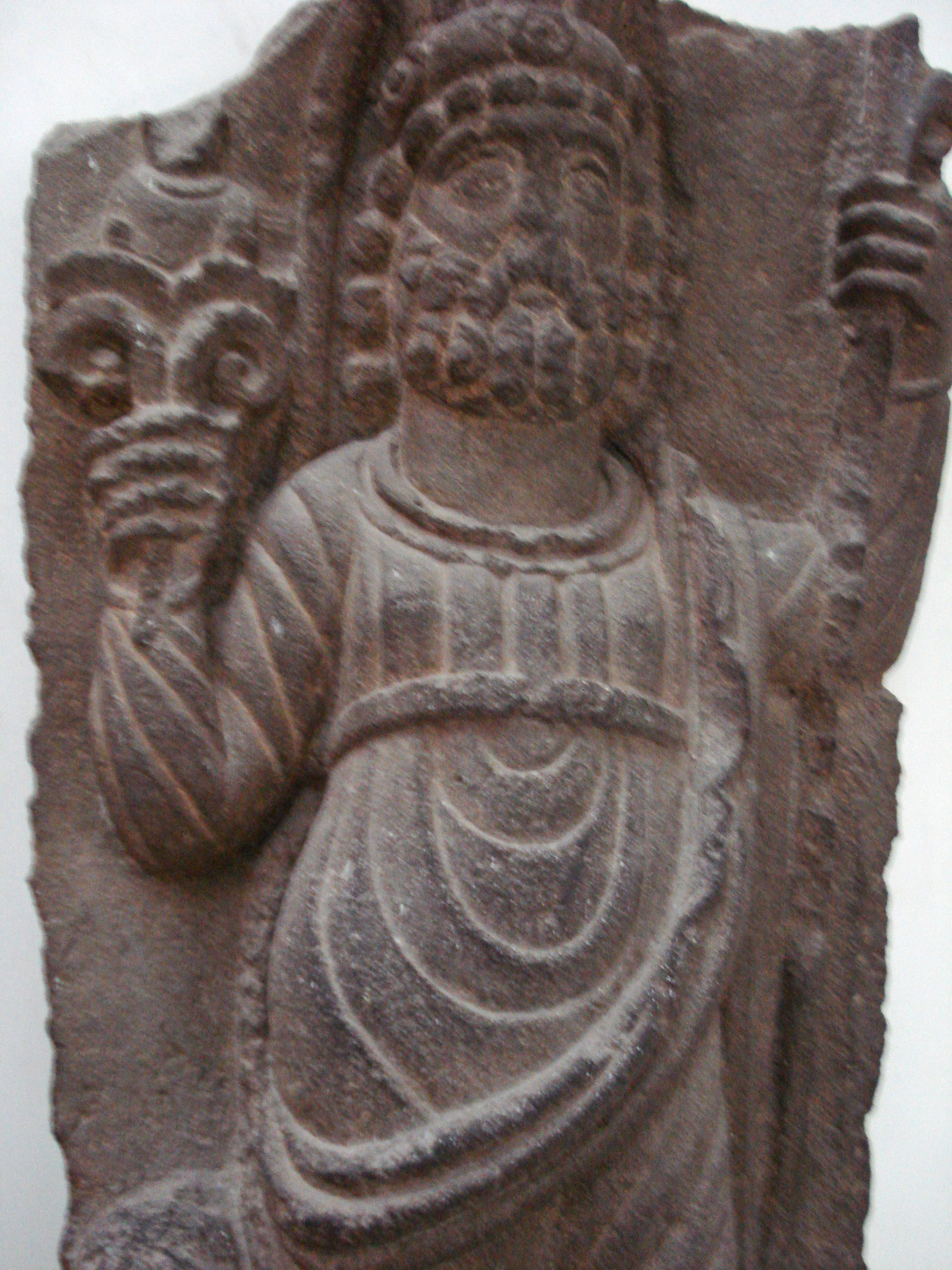
Душара — один из арабских богов
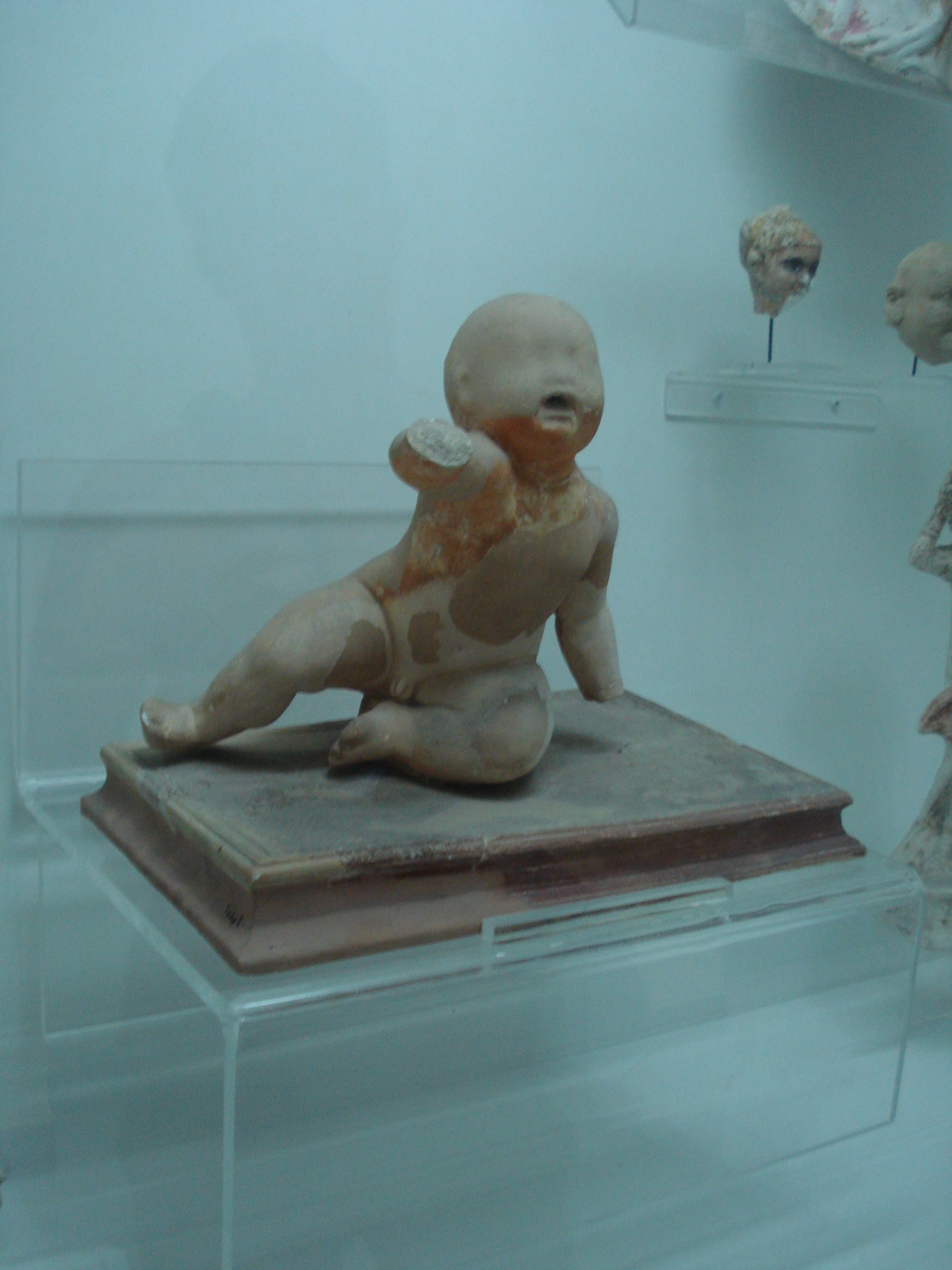
Статуэтка в виде ребенка
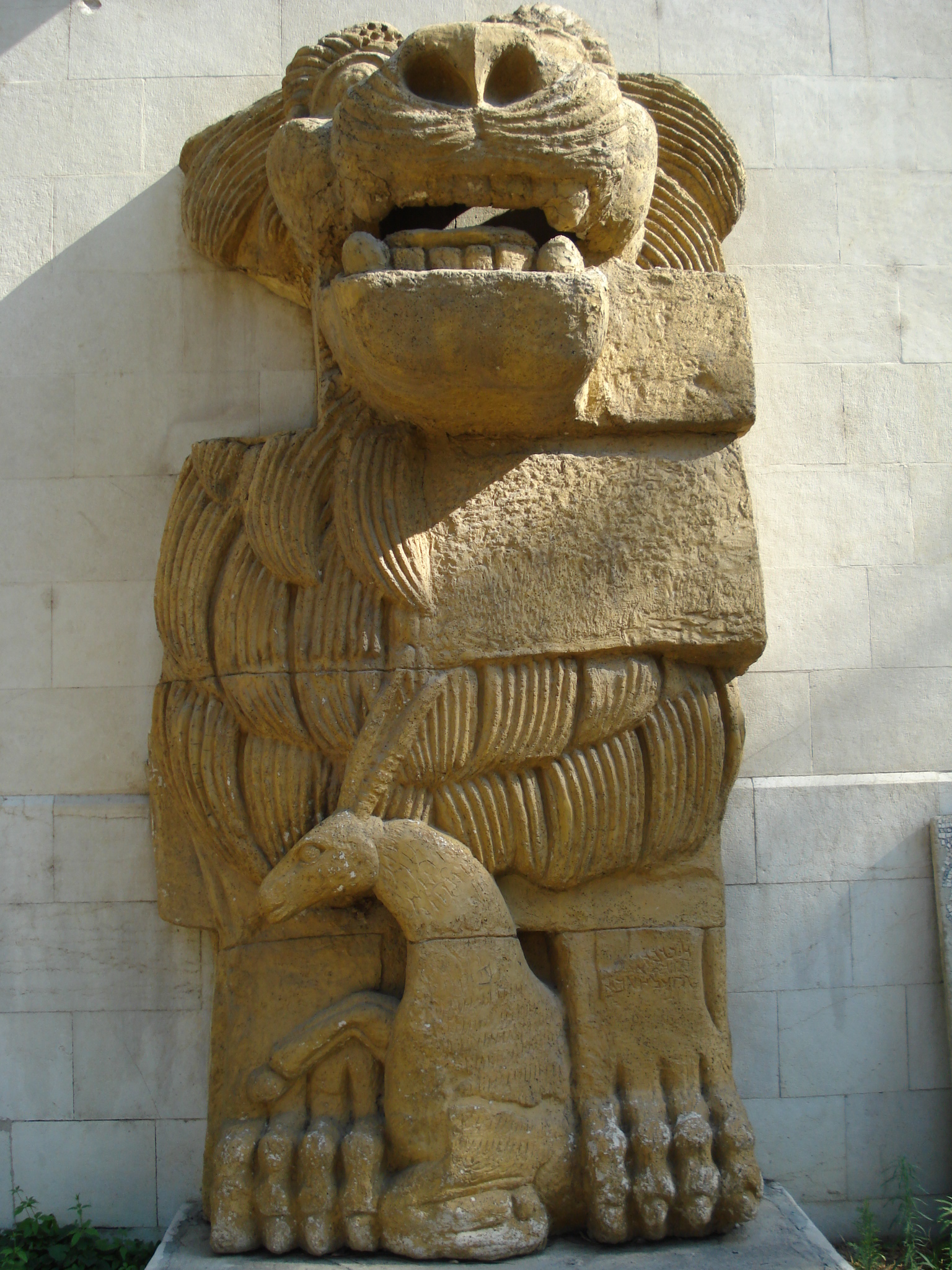
Один из арабских богов
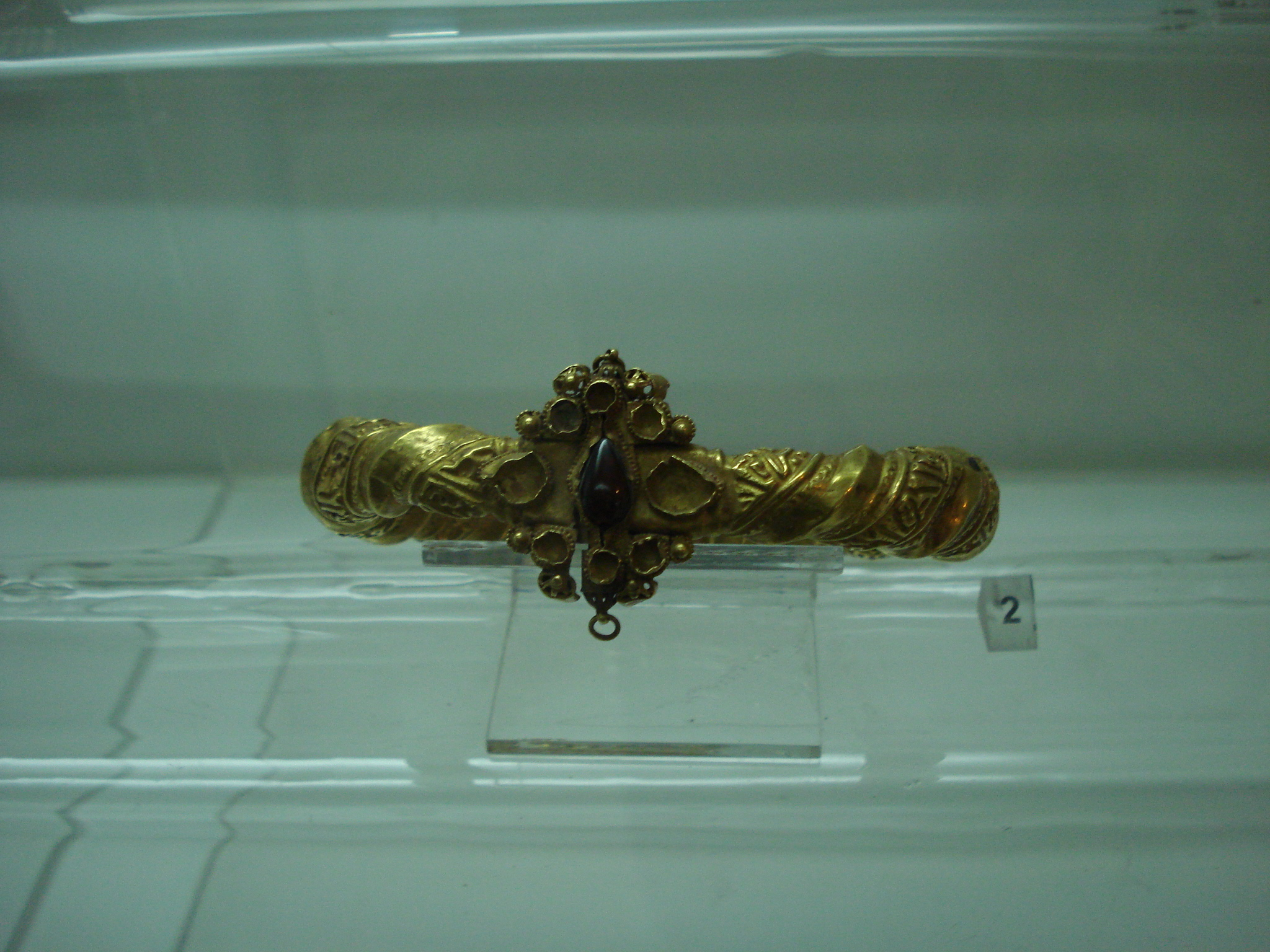
Золотой орнамент найденный в Сирии, датируется XI-XII веком
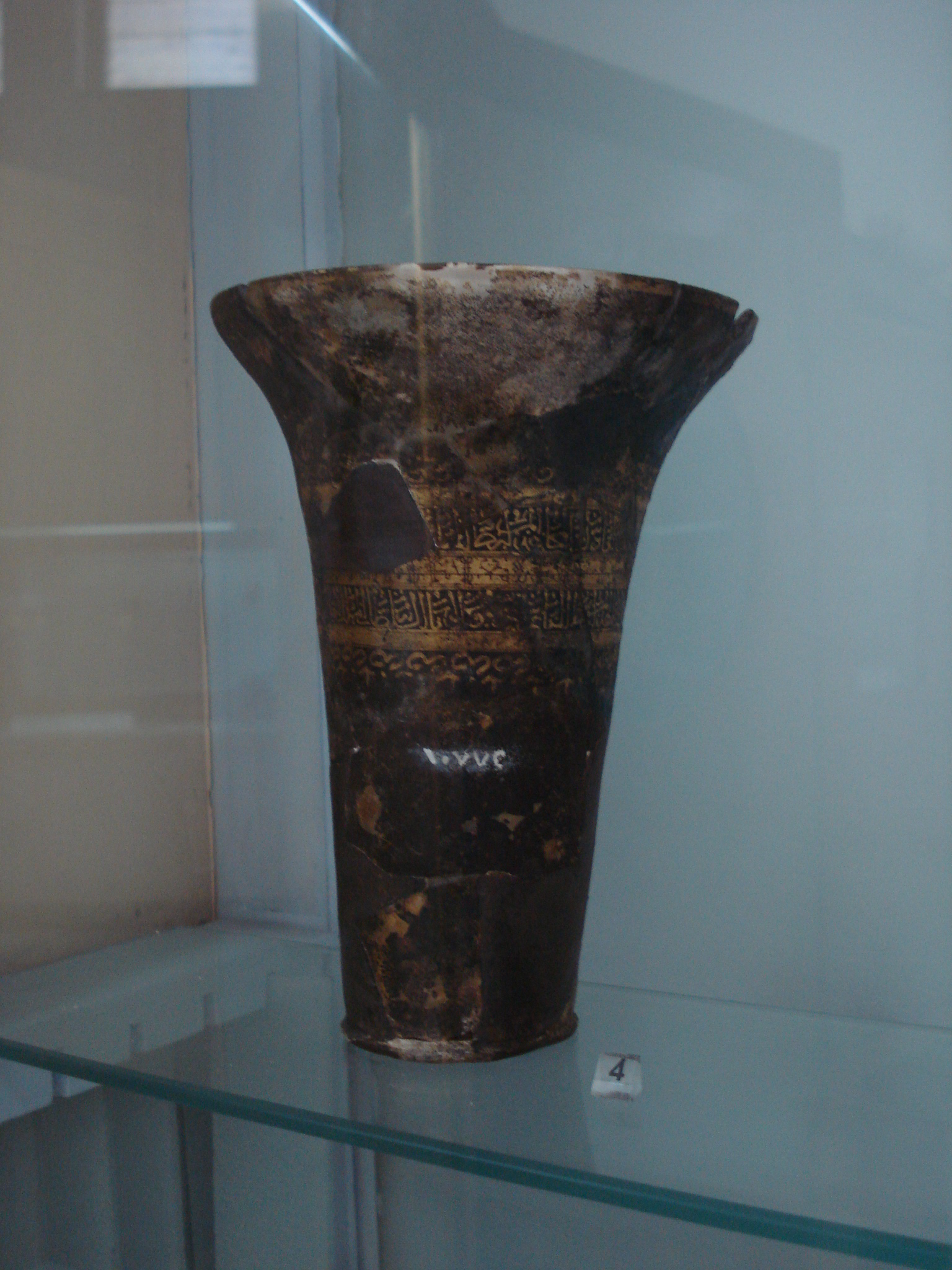
Средневековый кубок, декорированный арабским письмом, был найден в Алеппо
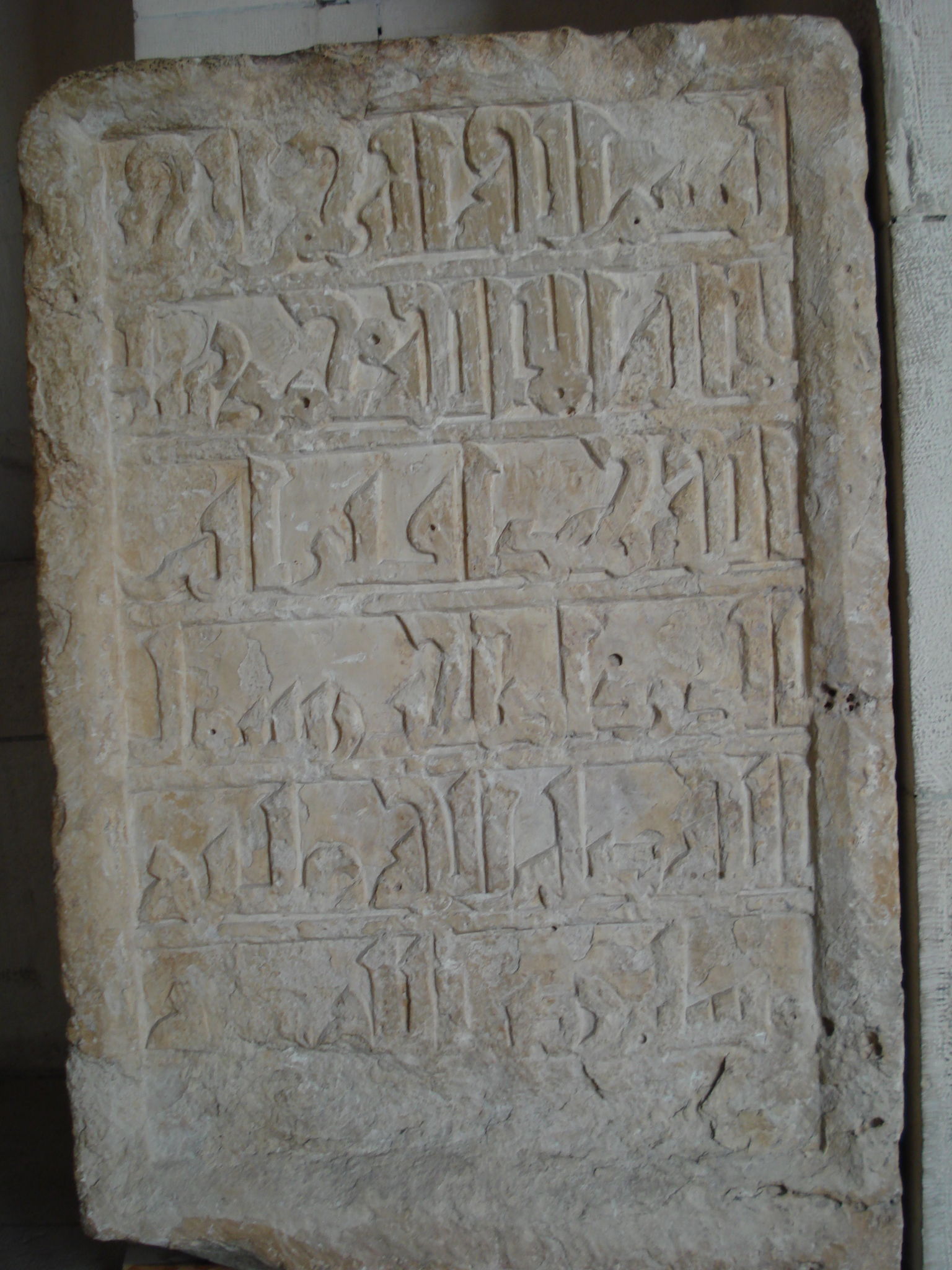
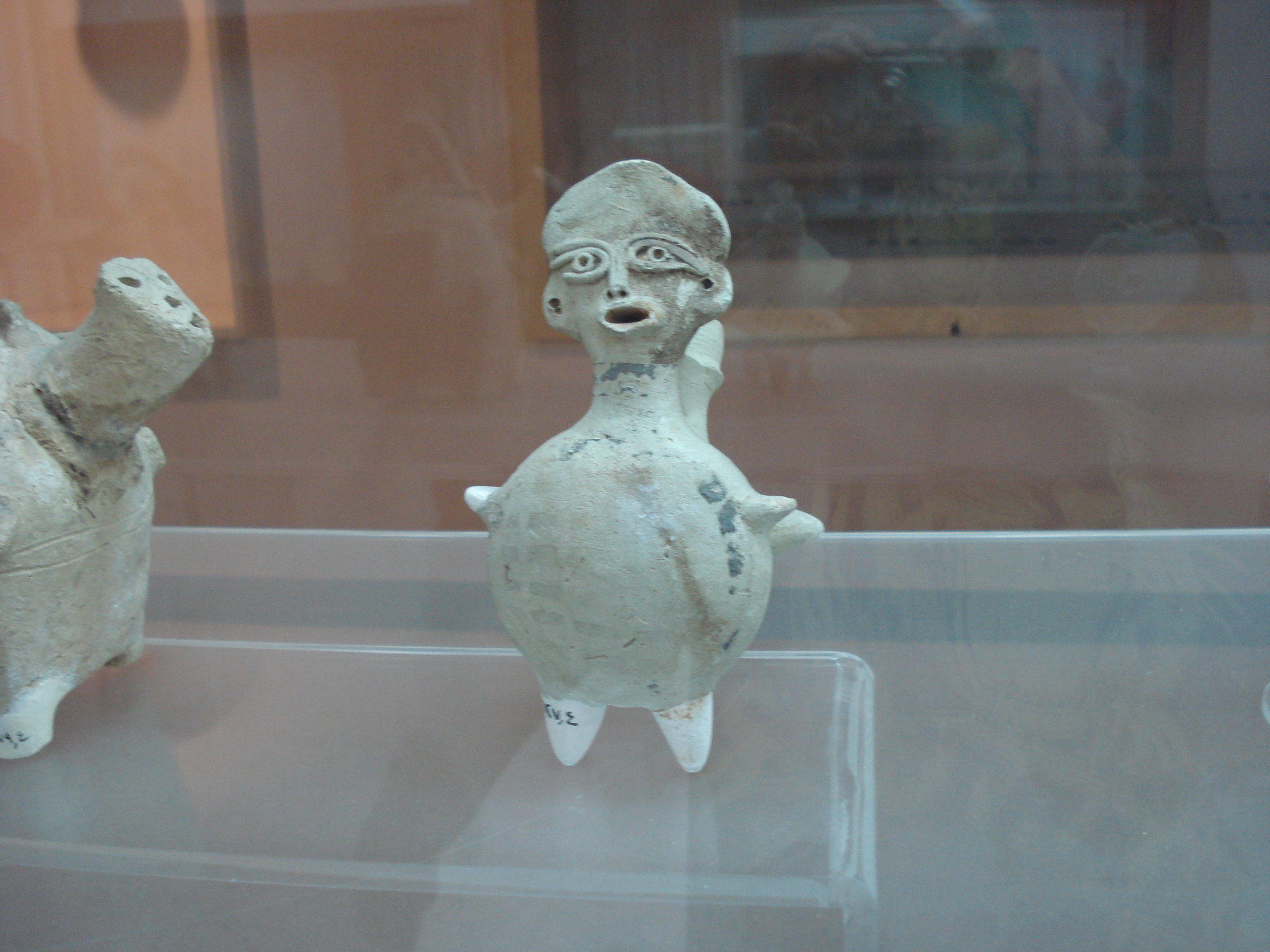
Фляга, найденная в Сирии, возможно, была сделана во времена Империи Аббасидов
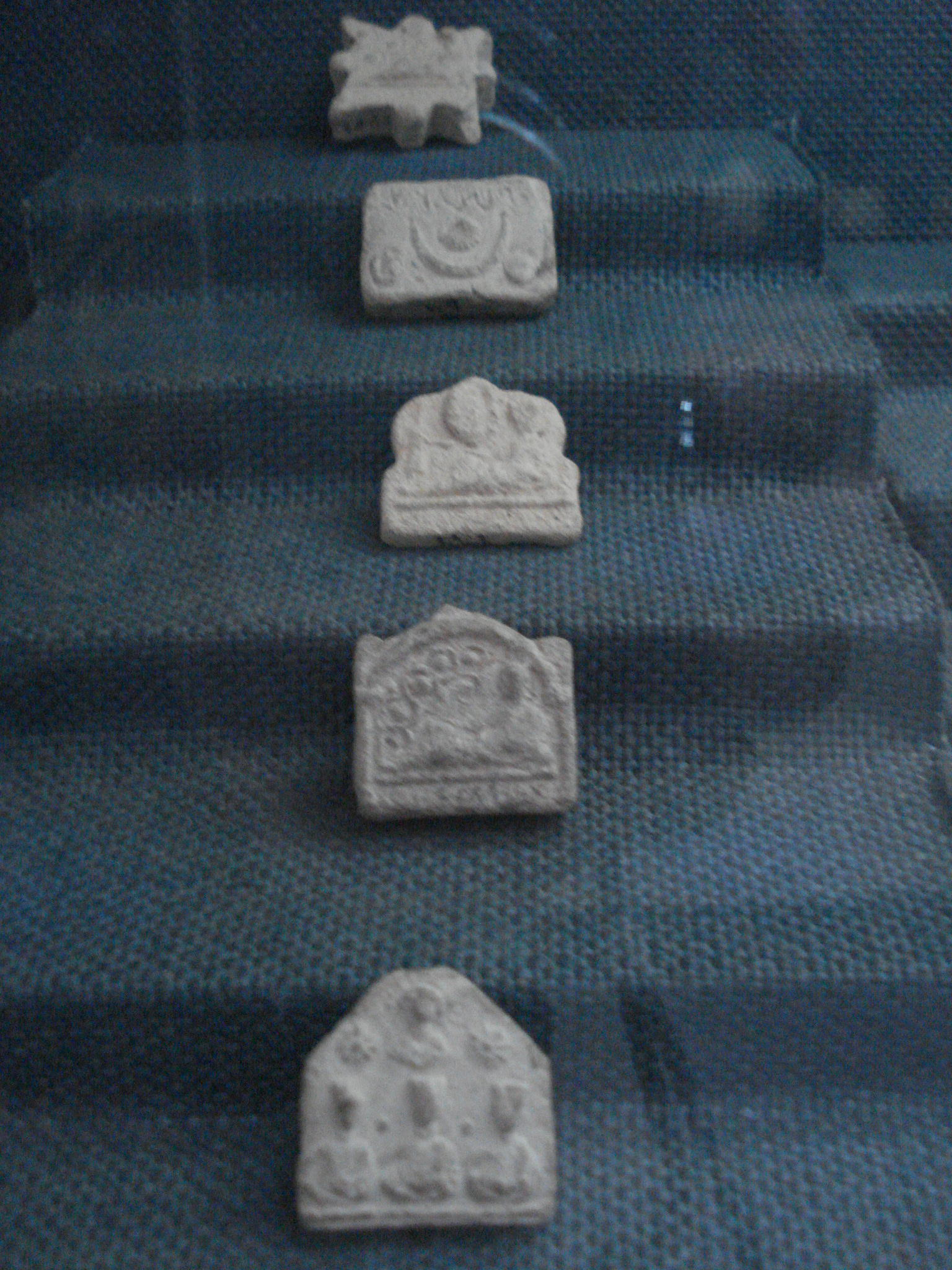
Украшения из Пальмиры
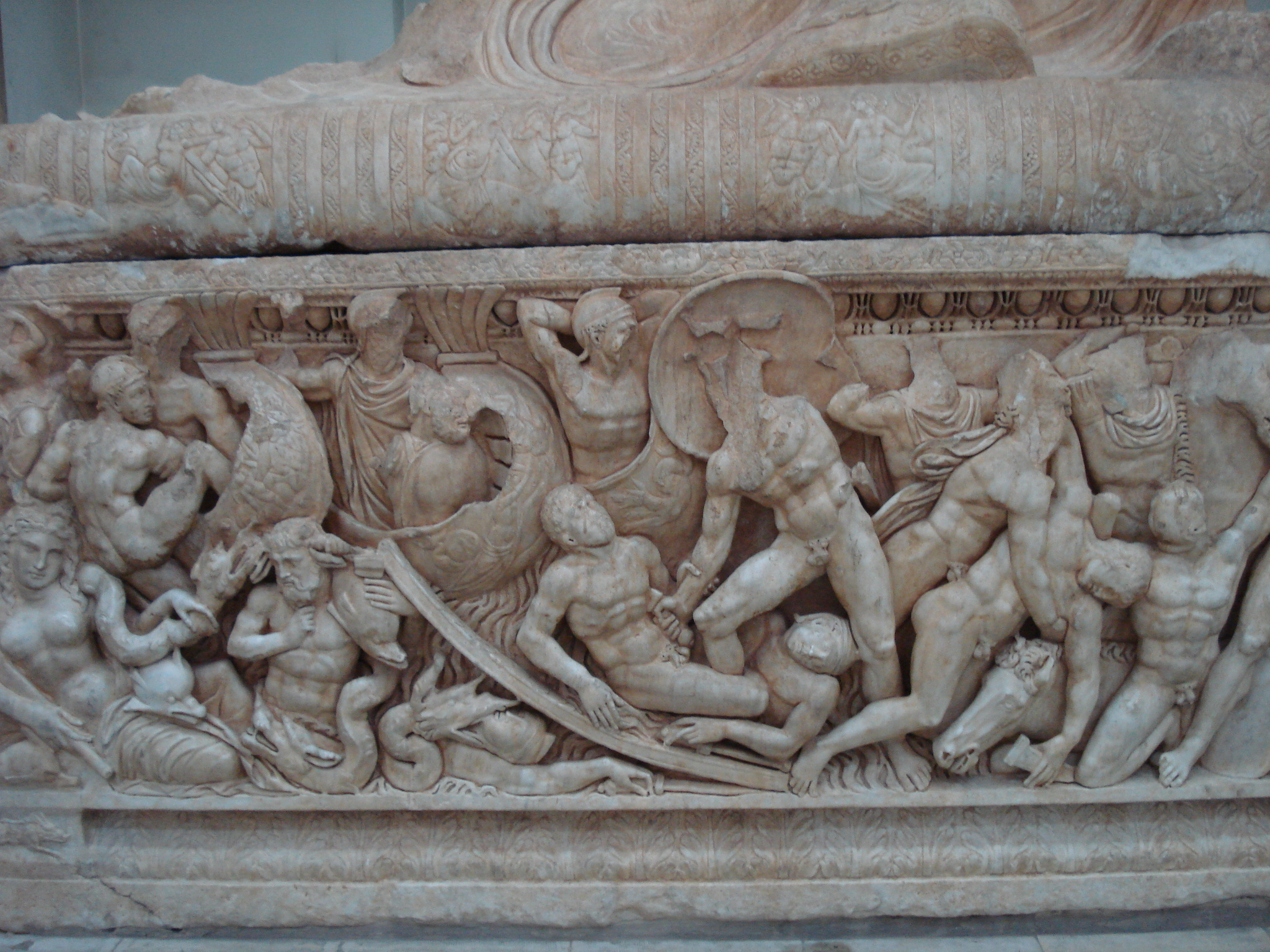
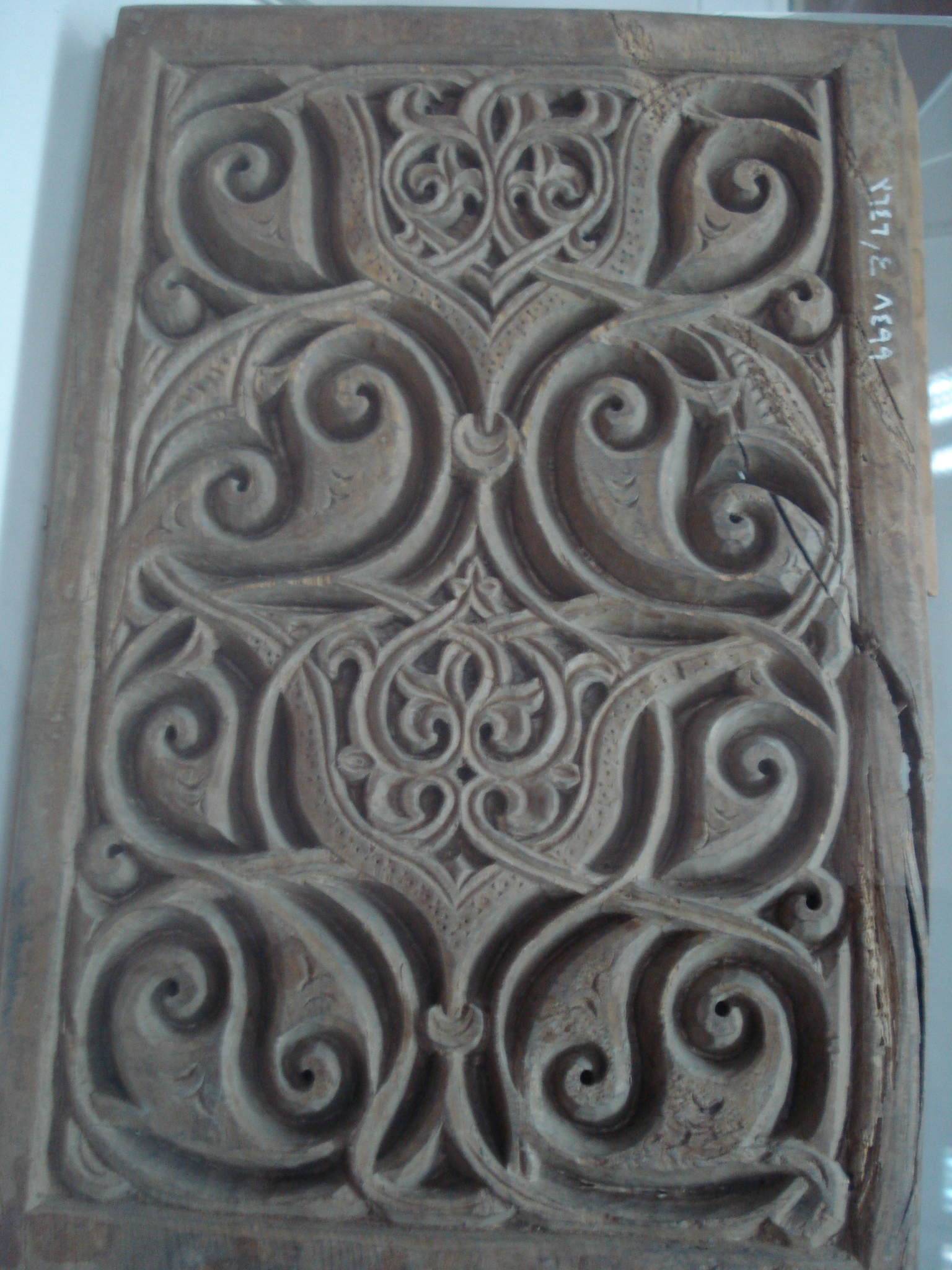
Арабский узор (X век)
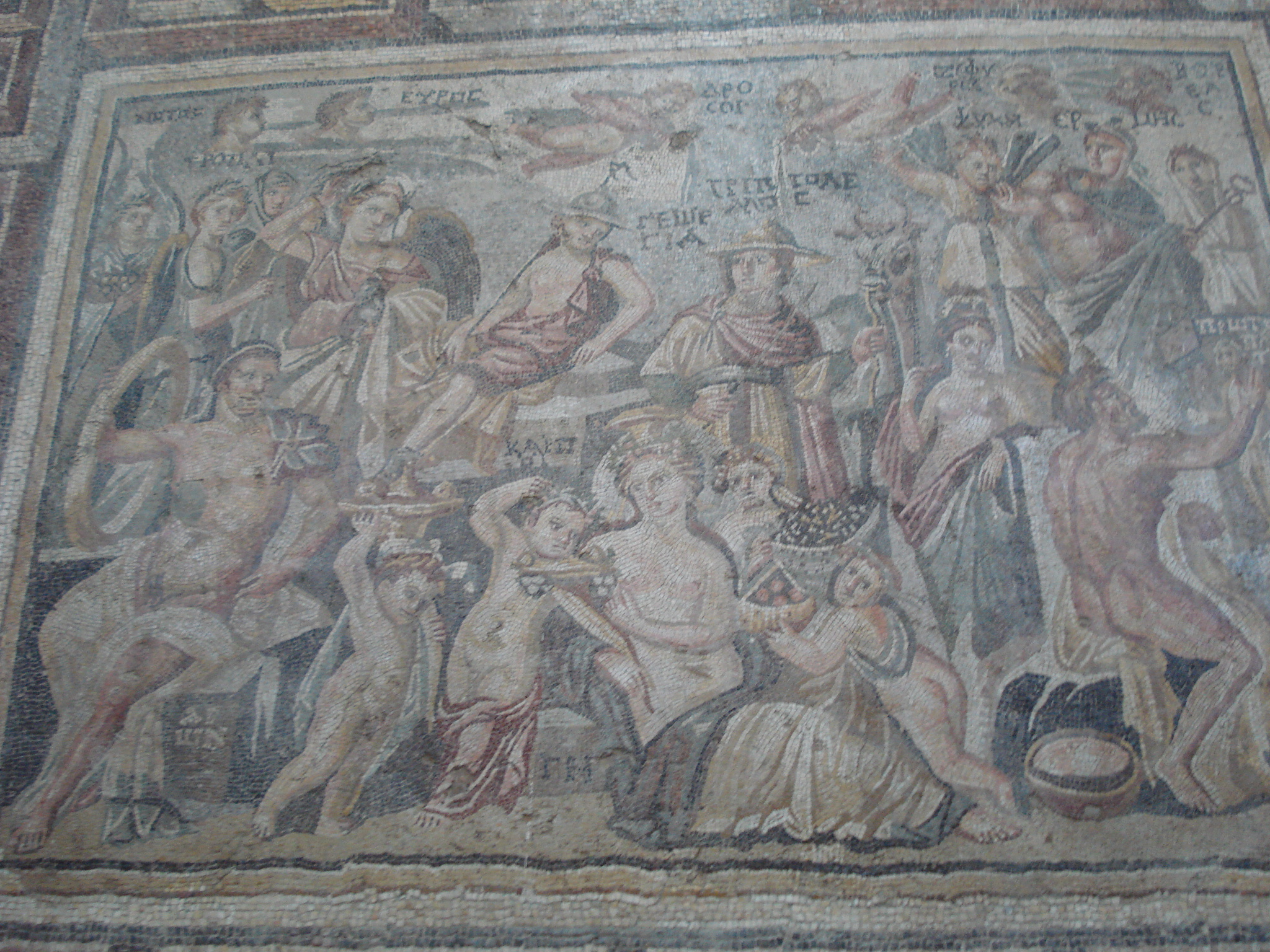
Сирийская мозаика